# II Надёжный Флавиев легион
II Надёжный Флавиев легион (лат. Legio II Flavia Constantia) — один из легионов поздней Римской империи.
II Надёжный Флавиев легион был создан вместе с I Максимиановым легионом в 296 или 297 году по приказу императора Диоклетиана для обеспечения безопасности недавно созданной провинции Фиваида. Он принимал участие в строительстве военного лагеря в Фивах, который стал его первым местом базирования. Там же дислоцировался и I Максимианов легион. Несколько позднее II Надёжный Флавиев легион был переведен в Кусы, где и находился до V века. Изначально подразделение имело статус лимитана, однако в правление императора Феодосия I Великого из состава легиона был выделен новый легион — II Надёжный Флавиев Фивский, получивший ранг комитата. Он был отправлен на дунайскую границу и некоторое время дислоцировался в Македонии. Однако позже легион, усиленный федератами, вернулся в Кусы.
На момент составления Notitia Dignitatum II Надежный Флавиев Фивский легион дислоцировался в Кусах под командованием дукса Фиваиды. Он существовал, по всей видимости, вплоть до VII века и был разгромлен в ходе персидского вторжения в Египет.